# کاراهونج (مارتونی)
کاراهونج (ارمنی: Քարահունջ؛ ترکی آذربایجانی: Karaundzh) یک منطقهٔ مسکونی در جمهوری آرتساخ است که در استان مارتونی واقع شده‌است